# サムラ・アノアイ
サムラ・アノアイ（Samula Anoa'i、本名：Samuel Fred Anoa'i、1963年5月29日 - ）は、アメリカ合衆国のプロレスラー。カリフォルニア州サンフランシスコ出身のサモア系アメリカ人。
ワイルド・サモアンズのアファ・アノアイの息子であり、レガシーのメンバーだったマヌことアファ・アノアイ・ジュニアの実兄。元WWF世界ヘビー級王者のヨコズナことロドニー・アノアイ、リキシのリングネームで活躍したソロファ・ファトゥ、ソロファの弟のウマガことエディ・ファトゥらは、彼の従弟にあたる、息子はランス・アノアイ。

## 来歴

### ワイルド・サモアン
アノアイ・ファミリーの総帥である父親アファ・アノアイのトレーニングのもと、1980年代初頭に10代でデビュー。1983年3月、負傷した叔父シカ・アノアイの代打としてアファのパートナーとなり、ワイルド・サモアンズの3号となってニューヨークのWWFに登場。シカの復帰後もWWFでの活動を続け、ボブ・バックランド、アンドレ・ザ・ジャイアント、ダスティ・ローデス、ジミー・スヌーカなどのスーパースターと対戦した。
1984年3月にはWWFとの提携ルートで新日本プロレスにワイルド・サモアン（The Wild Samoan）のリングネームで初来日。同年11月開催の『第5回MSGタッグ・リーグ戦』では、来日中止になったカート・ヘニングの代打としてハルク・ホーガンのパートナーに起用されたが、ホーガンが途中帰国したため戦績を残すことはできなかった。以降も新日本の常連外国人となり、1980年代後半は従弟のグレート・コキーナとのタッグで活躍した。
1986年6月26日、遠戚にあたるピーター・メイビアの未亡人リア・メイビア（ザ・ロックの祖母）がプロモートするハワイのポリネシアン・パシフィック・レスリングにて、リック・フレアーのNWA世界ヘビー級王座に挑戦。4日後の6月30日にはカナダのモントリオールでディノ・ブラボーからインターナショナル・ヘビー級王座を奪取、11月にデビッド・シュルツに敗れるまで保持した。

### サモアン・スワット・チーム
1987年、プエルトリコのWWCにてサムゥ（Samu）と名乗り、従弟のファトゥとのタッグチーム、ザ・サモアン・スワット・チーム（The Samoan Swat Team）を結成。1988年からはテキサス州ダラスのWCCW（WCWA）に進出、8月12日にケビン&ケリー・フォン・エリックからWCWA世界タッグ王座を奪取した。WCWAではバディ・ロバーツがマネージャーを務め、9月12日にはジョン・テータム&ジミー・ジャック・ファンクを破り、テキサス・タッグ王座も獲得している。同年12月にはAWAのイベント "SuperClash III" にも出場した。
1989年、テッド・ターナーのWCWに買収されて間もないNWAミッドアトランティック地区に参戦。ポール・E・デンジャラスリーを新しいマネージャーに迎え、同じヒール陣営のファビュラス・フリーバーズとも共闘。7月23日の『グレート・アメリカン・バッシュ'89』にて行われた5対5の時間差金網デスマッチ「ウォー・ゲーム」にはフリーバーズのマイケル・ヘイズ、テリー・ゴディ、ジミー・ガービンと組んで出場し、ロード・ウォリアーズ、スティーブ・ウィリアムス、ミッドナイト・エクスプレス（ボビー・イートン&スタン・レーン）のチームと対戦した。
WCW離脱後はコキーナを加えたトリオでメキシコのUWAにも登場し、1991年1月27日にエル・トレオで開催されたアニバーサリー・ショーにおいて ミル・マスカラス、ドス・カラス、カネックの頂上トリオと対戦している。なお、新日本プロレスにおけるコキーナとワイルド・サモアンのタッグチームも「サモアン・スワット・チーム」と呼称される場合があった。

### ヘッドシュリンカーズ
以降もファトゥとのコンビでの活動を続け、テネシー州メンフィスのUSWAを経て、1992年よりWWFに復帰。南洋の首狩り族をイメージしたザ・ヘッドシュリンカーズ（The Headshrinkers）にチーム名を改称して、父親のアファがマネージャーを担当。アースクエイク&タイフーンのナチュラル・ディザスターズ、オーエン・ハート&ココ・B・ウェアのハイ・エナジーなどのチームと抗争を繰り広げ、1993年4月4日の『レッスルマニア9』ではリック&スコットのスタイナー・ブラザーズと対戦した。
1994年4月26日放送の『マンデー・ナイト・ロウ』ではジャックとピエールのザ・ケベッカーズを破り、WWF世界タッグ王座を獲得。親子2代に渡る同王座への戴冠を果たしたが、4カ月後の8月28日にショーン・マイケルズ&ディーゼルにタイトルを奪取された。
その後はファトゥと共にベビーフェイスに転向して、IRSやバンバン・ビガロなどテッド・デビアス率いるミリオンダラー・コーポレーションとの抗争を開始するが、負傷のためWWFを離脱。ファトゥはWWFに残留し、シオネを新パートナーにニュー・ヘッドシュリンカーズを編成した。

### サモアン・ギャングスタ・パーティ
WWF離脱後の1995年からは実弟のロイド・アノアイ（LA・スムーズ）や従弟のマット・アノアイ（ビッグ・マッティ・スモールズ）を従え、サモア系アメリカ人のストリートギャングをギミックとしたザ・サモアン・ギャングスタ・パーティ（The Samoan Gangsta Party）を結成。自身のリングネームもサミー・ザ・シルク（Sammy the Silk）と改め、ユニットのリーダー格となってインディー団体を転戦。1996年はECWにてニュー・ジャック&ムスタファ・サイードのザ・ギャングスターズを相手に、アフリカ系対サモア系のギャングスタ抗争を展開した。
以降、1990年代後半はマットとのコンビまたはシングル・プレイヤーとしてペンシルベニアのPWXやニュージャージーのISPWなど、アメリカ東部のインディー団体に出場。2000年代からはメリーランド州ヘイガーズタウンに本拠を置く "National Wrestling League" にて活動しつつ、アファの主宰する "World Xtreme Wrestling" にもレギュラーで参戦、WXWヘビー級王座を5回に渡って獲得した。
2007年3月31日に行われたWWE殿堂の式典では、殿堂入りを果たした父アファと叔父シカのワイルド・サモアンズのインダクターをマット・アノアイと共に務めている。
2018年8月21日、武藤敬司のプロデュースする『PRO-WRESTLING MASTERS』後楽園ホール大会への出場で、1991年の新日本プロレス参戦以来となる27年ぶりの来日が実現。当日は大矢剛功&ブラック・タイガーVをパートナーに、藤波辰爾、 獣神サンダー・ライガー、佐野巧真組と6人タッグマッチで対戦した。

## 得意技
- サモアン・ドロップ（Samoan Drop）
- ダイビング・ボディ・プレス
- ダイビング・ヘッドバット
- パワースラム
- トラース・キック
- バックハンド・チョップ

## 獲得タイトル
Lutte Internationale
- インターナショナル・ヘビー級王座（モントリオール版）：1回[6]

WWC
- WWC世界タッグ王座：1回（w / タヒチアン・ウォリアー）[21]
- WWCカリビアン・タッグ王座：1回（w / ファトゥ）[22]

WCCW / WCWA
- WCWA世界タッグ王座：3回（w / ファトゥ）[7]
- WCWAテキサス・タッグ王座：1回（w / ファトゥ）[8]

WWF
- WWF世界タッグ王座：1回（w / ファトゥ）[14]

NWL
- NWLヘビー級王座：4回
- NWLタッグ王座：2回（w / ジョン・ランボー）

WXW
- WXWヘビー級王座：5回[17]